# 龐卡 (內布拉斯加州)
龐卡（英語：Ponca）是一個位於美國內布拉斯加州迪克森縣的城市。根據2010年美國人口普查，該地共人口961人，而該地的面積約為1.88平方千米。同時該地也是迪克森縣的縣治。

## 地理
龐卡的座標為42°33′50″N 96°42′38″W / 42.56389°N 96.71056°W，而該地的平均海拔高度為350米（即1148英尺）。